# サイモン・ドネリー
サイモン・ドネリー（Simon Thomas Donnelly、1974年12月1日 - ）は、スコットランドの元サッカー選手。元スコットランド代表。ポジションはフォワード。

## 来歴
1997年にスコットランド代表デビュー。出場機会は無かったが1998 FIFAワールドカップのメンバーにも選ばれた。スコットランド代表で10試合に出場した。

## 代表歴

### 出場大会
- スコットランド代表
  - 1998 FIFAワールドカップ

### 試合数
- 国際Aマッチ 10試合 0得点（1997年-1998年）[1]

| スコットランド代表 | 国際Aマッチ | 国際Aマッチ |
| 年                 | 出場        | 得点        |
| ------------------ | ----------- | ----------- |
| 1997               | 4           | 0           |
| 1998               | 6           | 0           |
| 通算               | 10          | 0           |